# Vấn đề môi trường ở Singapore
Các vấn đề môi trường ở Singapore bao gồm ô nhiễm không khí và nước, đô thị hóa và phá rừng. Chính phủ đã thành lập Kế hoạch Xanh của Singapore vào năm 1992 để giúp đỡ các vấn đề về môi trường.

## Tóm tắt lịch sử
Kể từ khi Vương quốc Anh thành lập Singapore vào năm 1819, hơn 95% trong ước tính 590 km vuông của thảm thực vật đã bị xóa. Đầu tiên là các cây công nghiệp ngắn hạn vì lợi nhuận và sau đó là do đô thị hóa và công nghiệp hóa. Dân số của họ tăng lên theo cấp số từ khoảng 150 người dân làng sống với nền kinh tế tự cung tự cấp vào năm 1819 lên đến gần 5 triệu người ngày nay.
61 trong số 91 loài chim nguyên thủy đã biến mất, dẫn đến nhiều cây thực vật bản địa không thể sinh sản được do mất sự phân tán hạt và thụ phấn.

## Chính sách môi trường
Để chống lại các vấn đề môi trường của đất nước, Chính phủ Singapore lần đầu tiên đã đưa ra Kế hoạch Xanh của Singapore vào năm 1992 và một kế hoạch mới vào năm 2012 để tiếp tục chương trình. Kế hoạch này nhằm theo dõi các quần thể động vật và thực vật không ổn định, thành lập các công viên thiên nhiên mới và kết nối các công viên hiện có . Ngày 3 tháng 6 năm 2013 chính phủ công bố rằng, họ sẽ bắt đầu ghi nhận lượng carbon thải ra tại nước mình và bao nhiêu phần của nó được hệ thực vật của nước này hấp thụ. Mặc dù một số học giả đã gọi Singapore là "ốc đảo môi trường", những người khác đã cáo buộc nó là "greenwashing" (chỉ làm ra vẻ thân thiện môi trường và đảm đang trách nhiệm), trích dẫn sự quan tâm của quốc gia đối với thảm thực vật thẩm mỹ và dấu vết cacbon cao.

## Ô nhiễm

### Ô nhiễm không khí ở Singapore

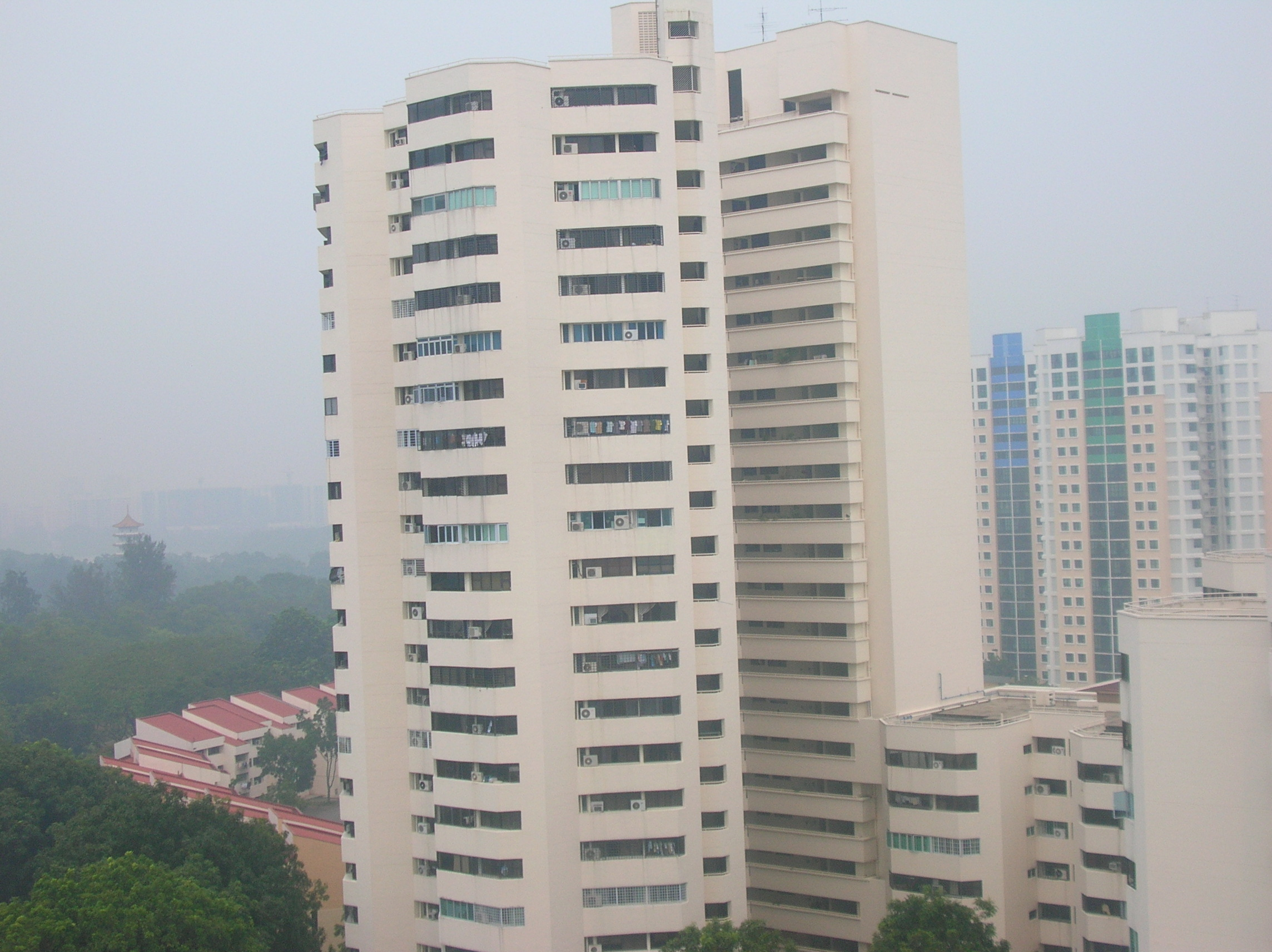
Một ngôi nhà ở Jurong East bị che khuất trong đám mây, chụp ảnh ngày 15 tháng 10 năm 2006

Năm 1984, có mối quan ngại về sức khoẻ với số lượng lớn các trang trại chăn nuôi lợn ở Singapore. Chúng được coi là đã góp phần gây ô nhiễm của đất nước này, vào không khí. Vấn đề này đã được giải quyết bằng cách giảm số lượng trang trại đó . 65,8 tấn carbon dioxide đã được thải ra trong nước vào năm 1996, liệt vào trong số các mức phát thải cao nhất trên thế giới. Những người gây ô nhiễm không khí ở Singapore chủ yếu là nhưng không chỉ người dùng xe cộ 
làm phương tiện vận chuyển, mặc dù các quy định khó khăn của đất nước . Nước này bị sương mù che phủ trong một khoảng thời gian mỗi năm, do khói từ những đám cháy ở Indonesia.

### Ô nhiễm nguồn nước

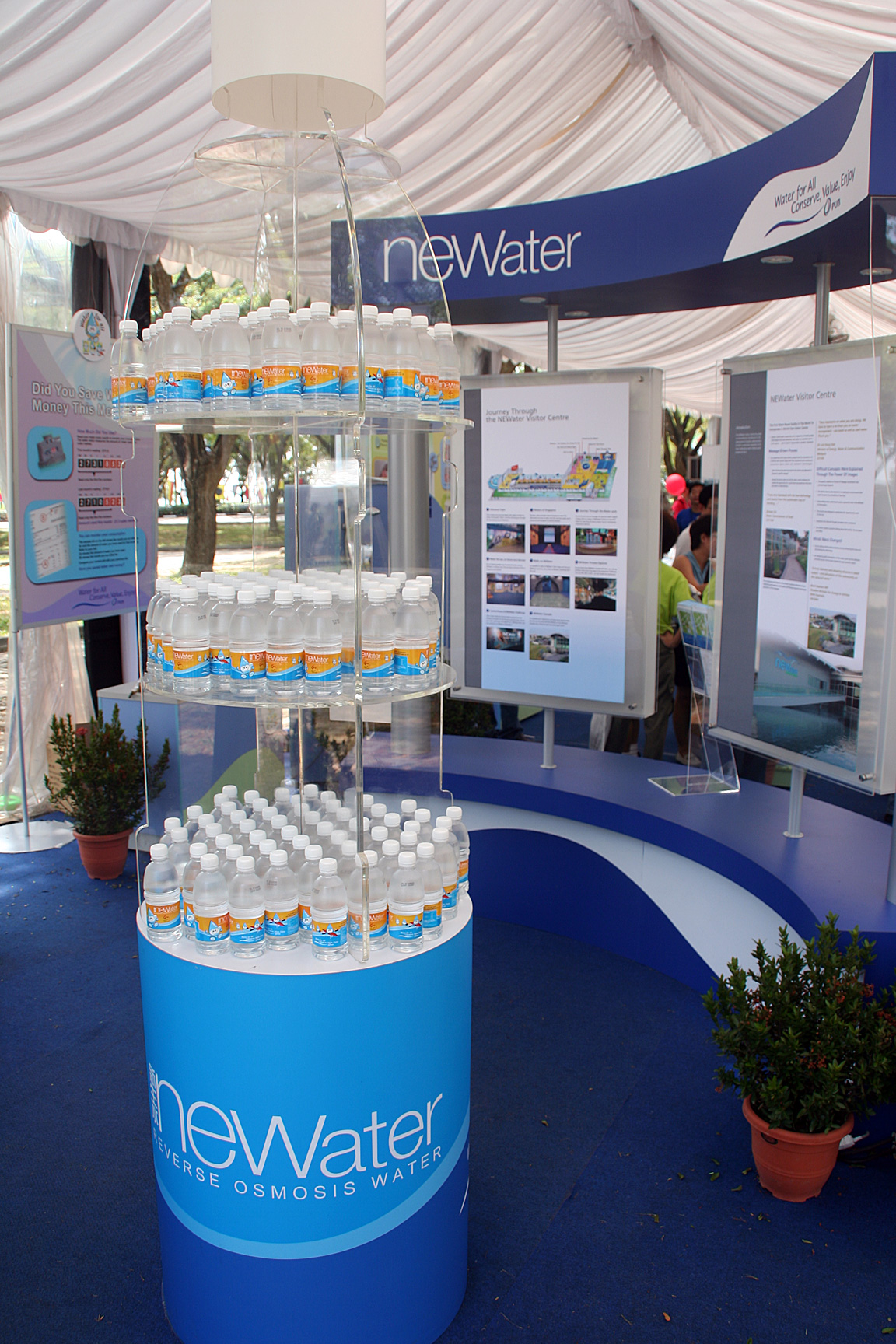
Chai nước NEWater được trưng bày tại một buổi lễ năm 2005

Nước ở Singapore bị ô nhiễm bởi những vật liệu không mong muốn từ các cơ sở công nghiệp, cùng với dầu từ cả tàu mậu dịch đến và đi. Các biện pháp khắc phục được thực hiện, và nước bị ảnh hưởng được đưa đến xử lý tại các trung tâm chuyên biệt. Các nhà máy như NEWater xử lý nước có những chất không mong muốn thành nguồn nước có thể uống được. Một trong những vùng nước lớn của Singapore vốn bị ô nhiễm là Sông Singapore.

## Nghiên cứu Đô thị hóa
Theo báo cáo của Đại học Quốc gia Singapore, Singapore phát triển nhanh chóng thành một quốc gia đô thị đã sao lãng môi trường thiên nhiên, xếp nước này là "nước vi phạm môi trường tồi tệ nhất trong số 179 quốc gia". Báo cáo đã bị chính phủ Singapore phê bình gay gắt.